# Kronenknoten
Der Kronenknoten ist ein Schifferknoten, der beispielsweise zum Knüpfen eines Endspleißes eines Seils verwendet wird, das aus mehreren Kardeelen besteht. Damit soll ein Ausfransen oder das Ausrauschen des Seils aus Handläufen wie an der Gangway verhindert werden. Der Kronenknoten wird aber auch oft kombiniert zu Mehr-Strang-Verdickungsknoten wie dem Fallreeps- oder Rosenknoten. Sie sind gewöhnlich mit drei oder vier Kardeelen geknotet. Eine einzelne Krone kann aber als Abschluss eines Augzeisings verwendet werden, wenn man für das Zeising eine mehrkardeelige dünne Leine verwendet hat.
Dazu ist er Teil von Zierknoten wie dem Diamantknoten oder Armbändern.

## Knüpfen
Üblicherweise werden solche Knoten mit den Kardeelen eines Hanf- oder Sisalseils geknotet. Zur besseren Übersicht werden hier unterschiedlich farbige Reepschnüre verwendet.

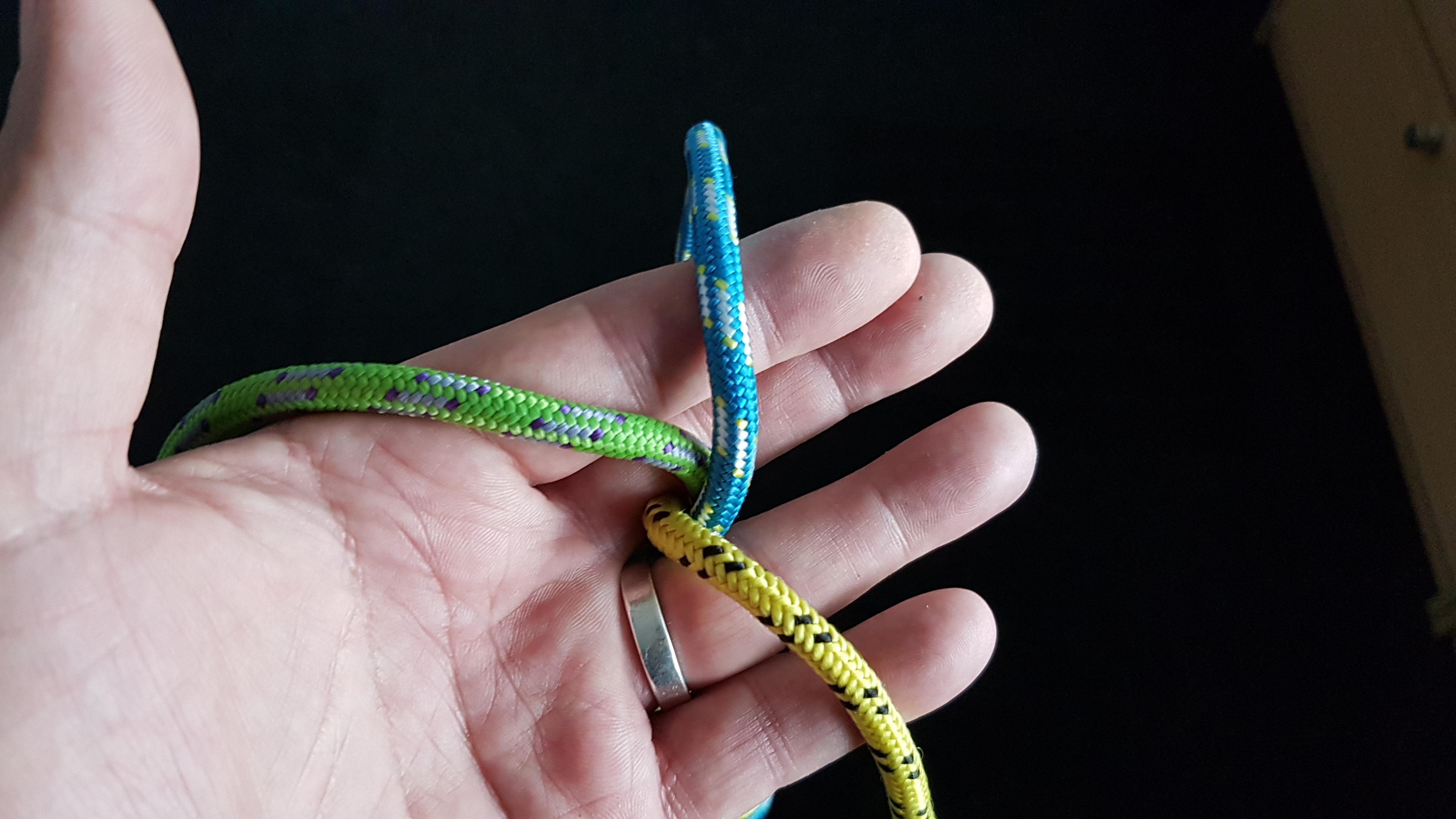
Dreikardeeliges Seil. Die Reihenfolge ist blau, gelb, grün (rechtswindend).  Man hält es am besten so, wie im Bild gezeigt. Gebunden wird entgegen dem Uhrzeigersinn
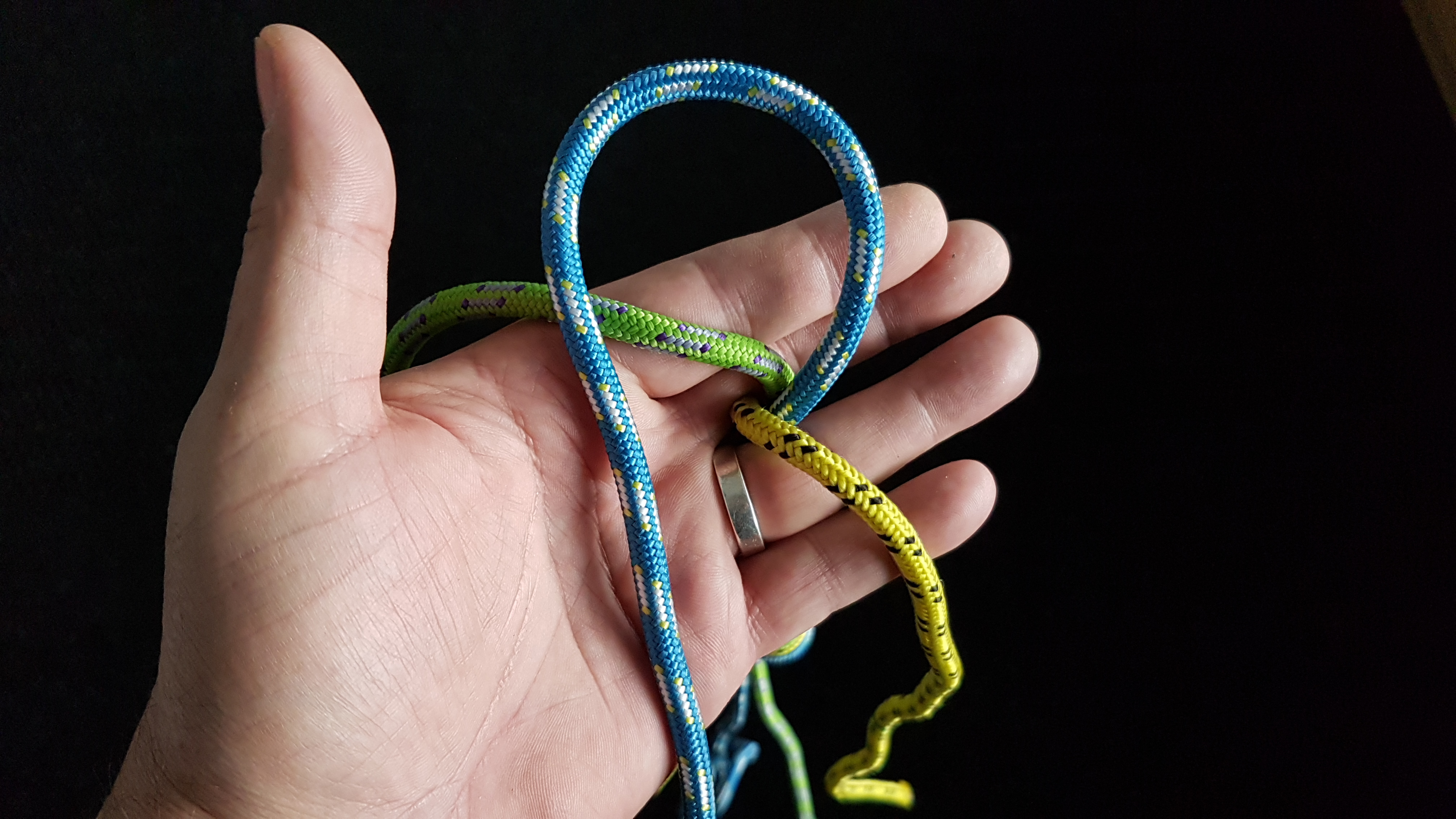
Ein Kardeel, in diesem Fall das blaue, bringt man über das nächste, hier das grüne Kardeel
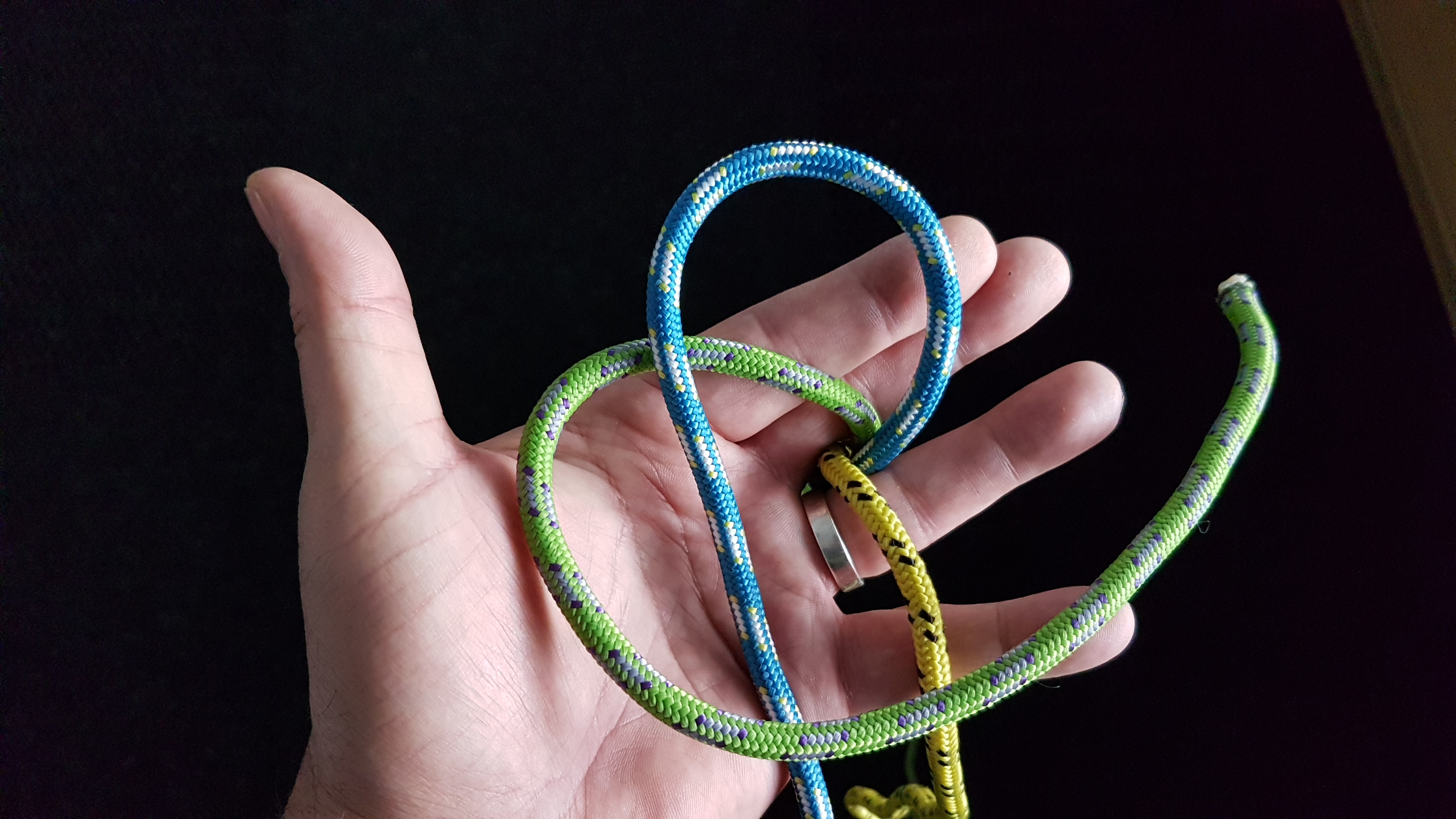
Mit dem nächsten Kardeel (grün) kreuzt man über dem zuerst bewegten Kardeel (blau) und dem nächsten (gelb)
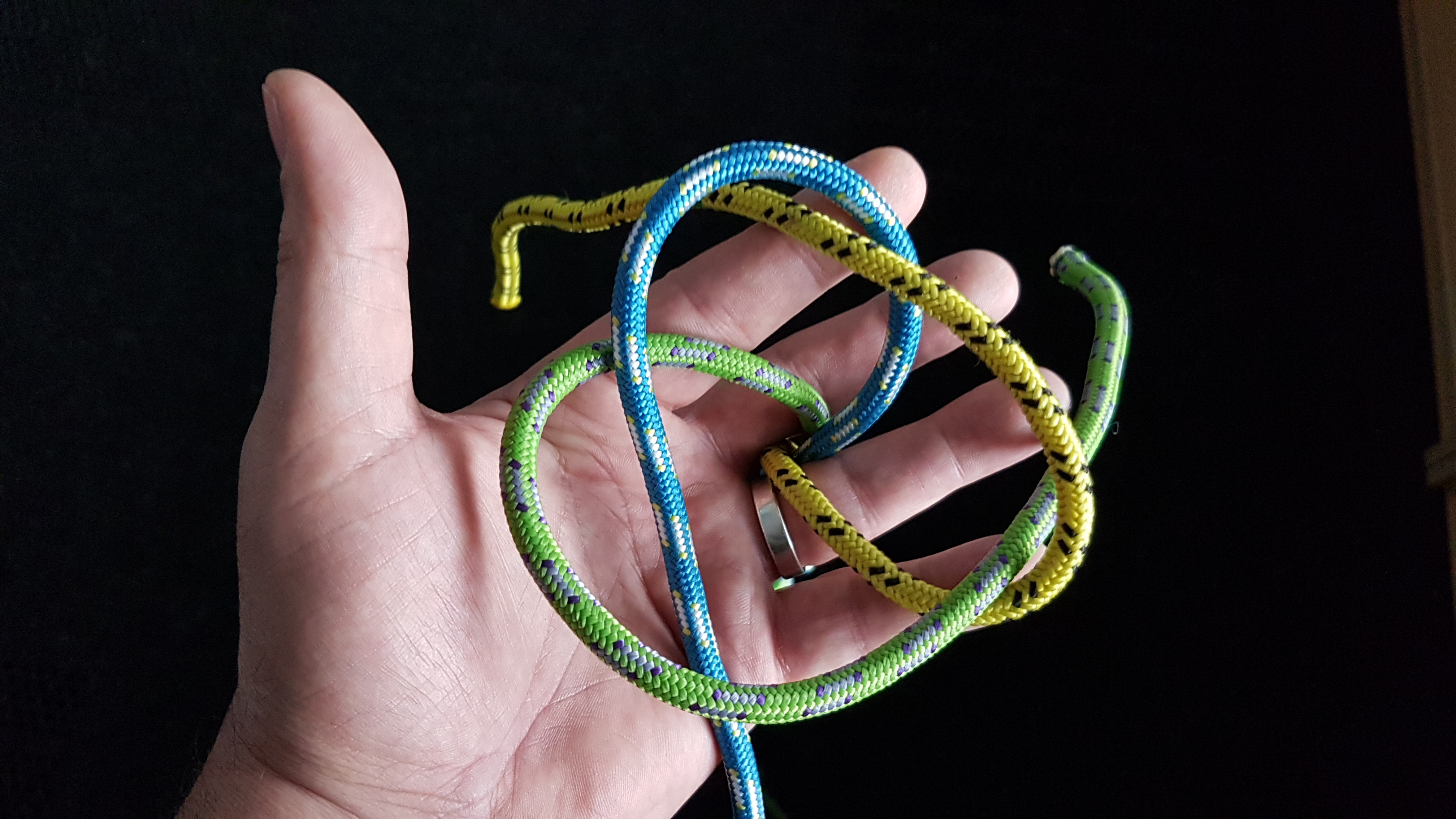
Das dritte Kardeel (gelb) führt man über dem zuletzt bewegten Kardeel (grün) und steckt das Ende durch die Bucht des nächsten, also zuerst bewegten Kardeels (blau) durch
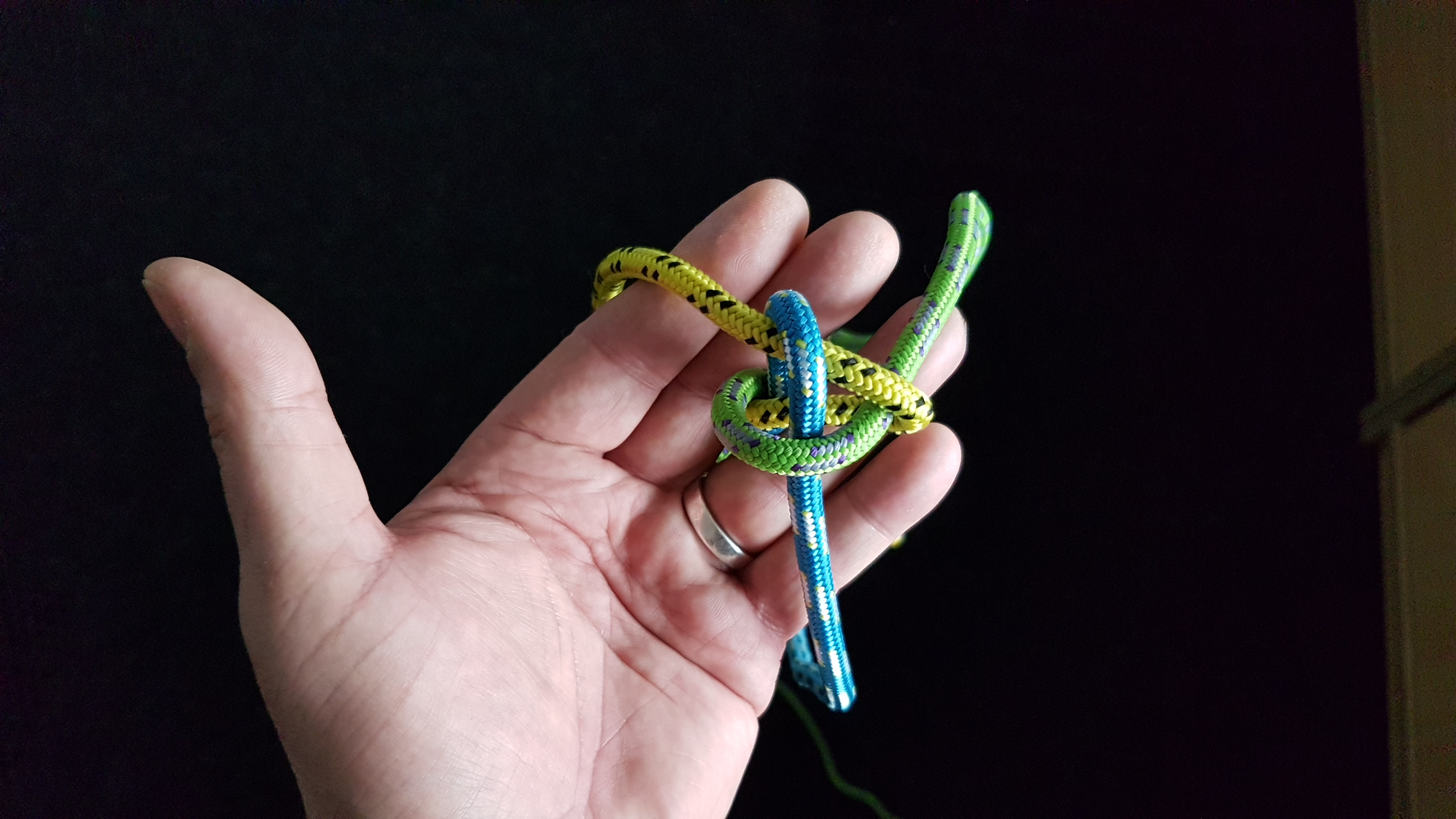
Noch zuziehen
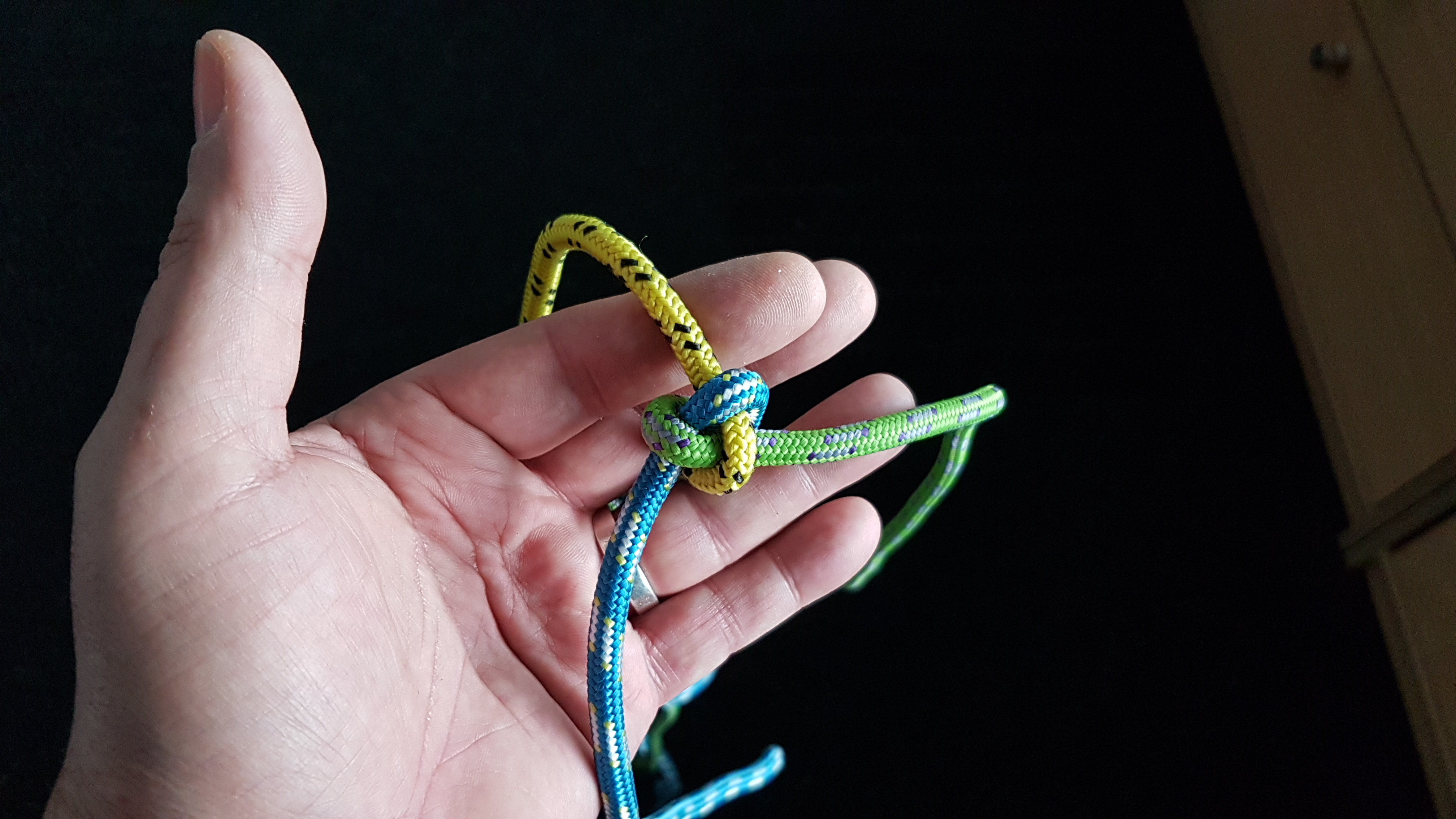
Fertig
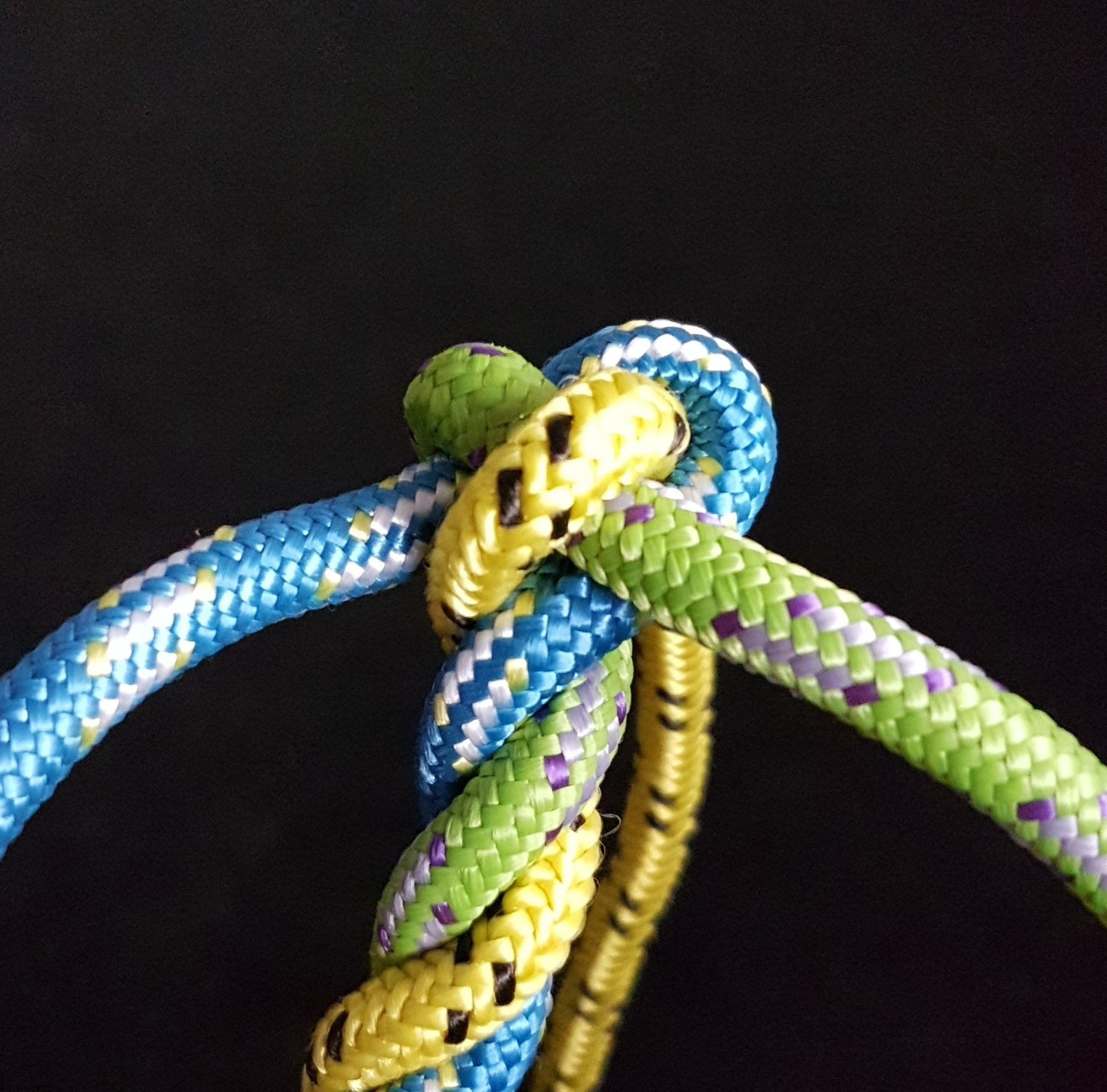
Die Enden der Kardeelen zeigen zur Seite

## Vergleich Kronenknoten – Wandknoten
Der Kronenknoten ist das genaue Gegenteil des Wandknotens.

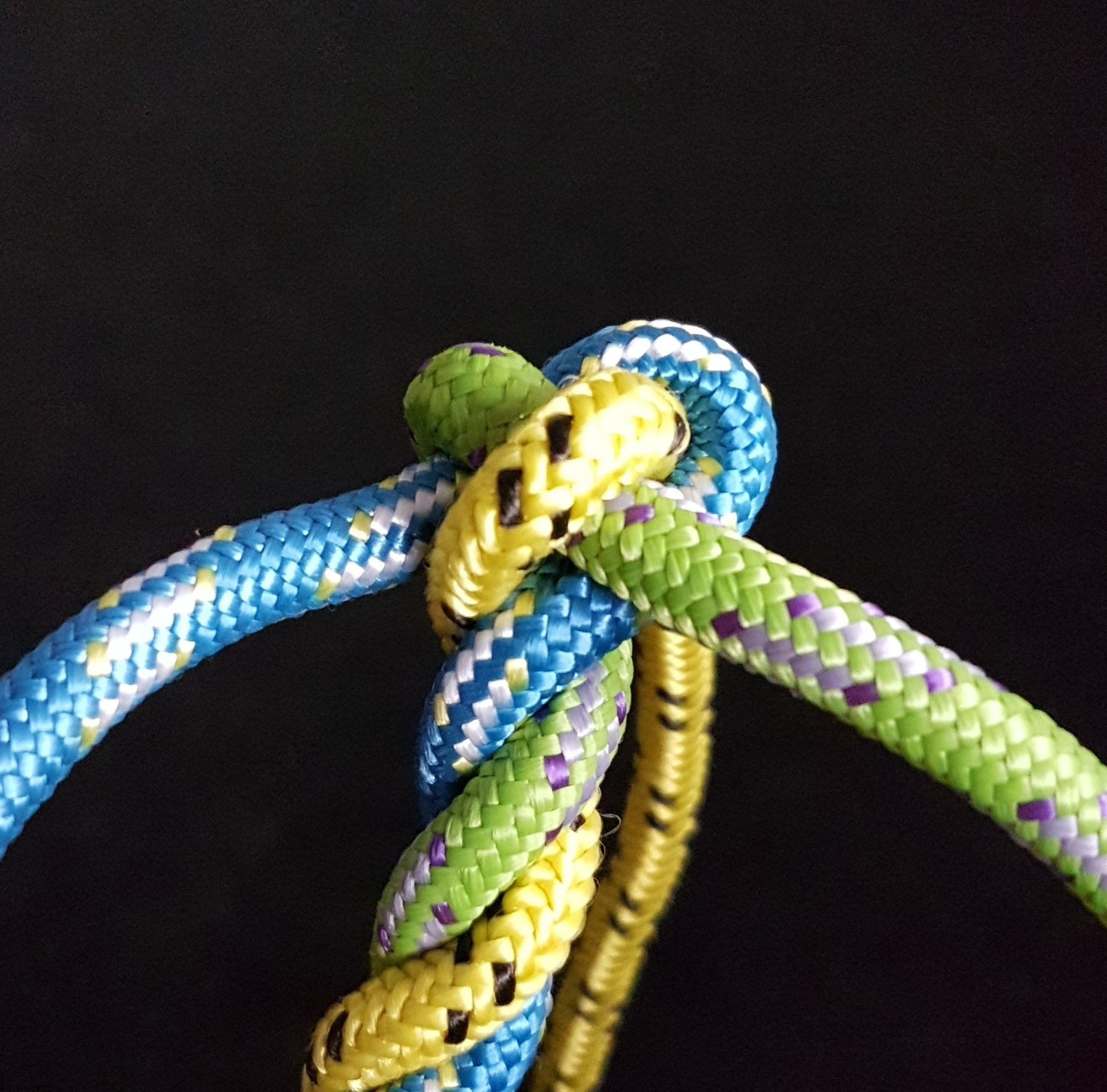
Kronenknoten: Die Enden der Kardeelen zeigen zur Seite
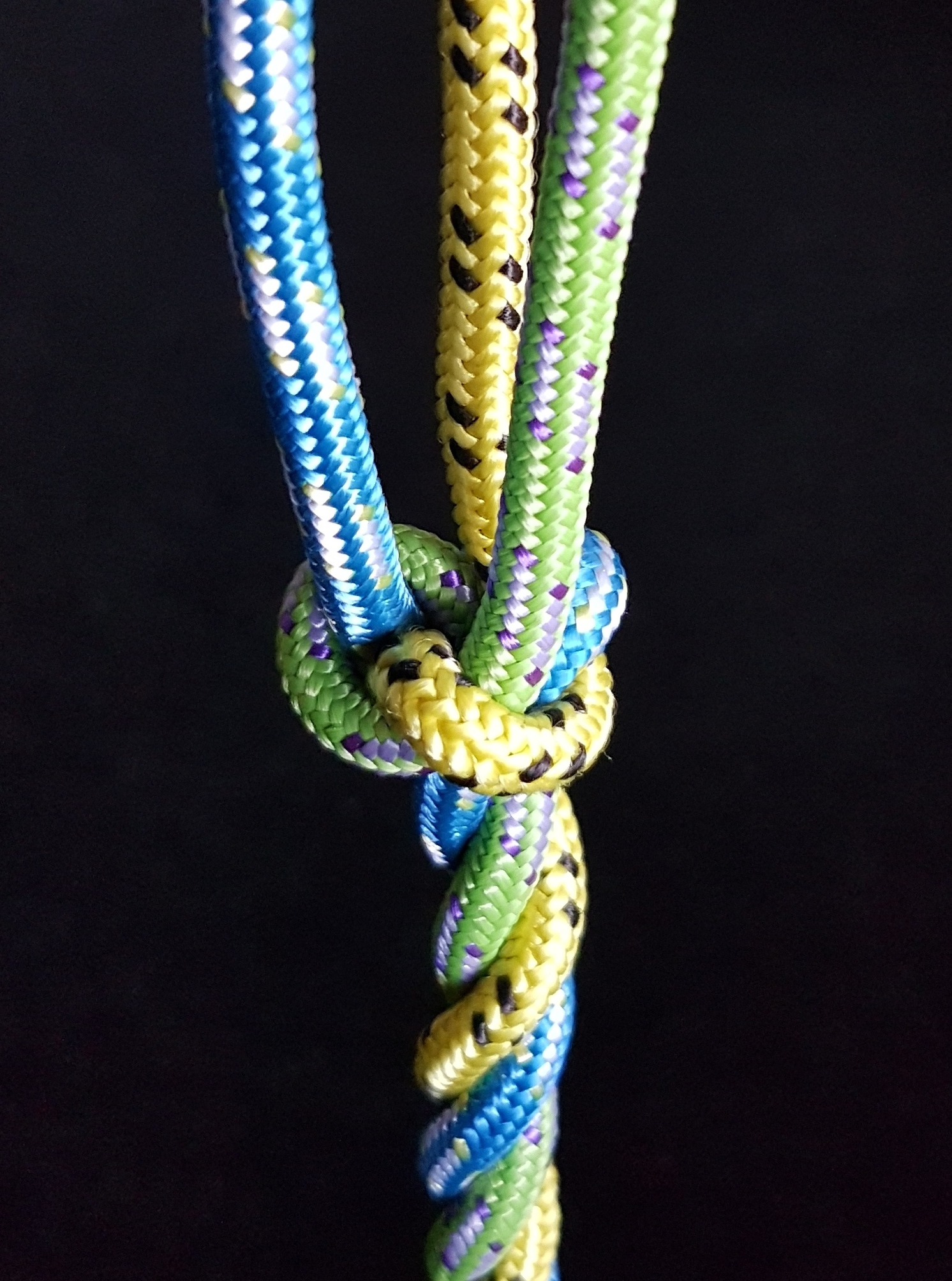
Wandknoten: Die Enden der Kardeelen zeigen nach oben
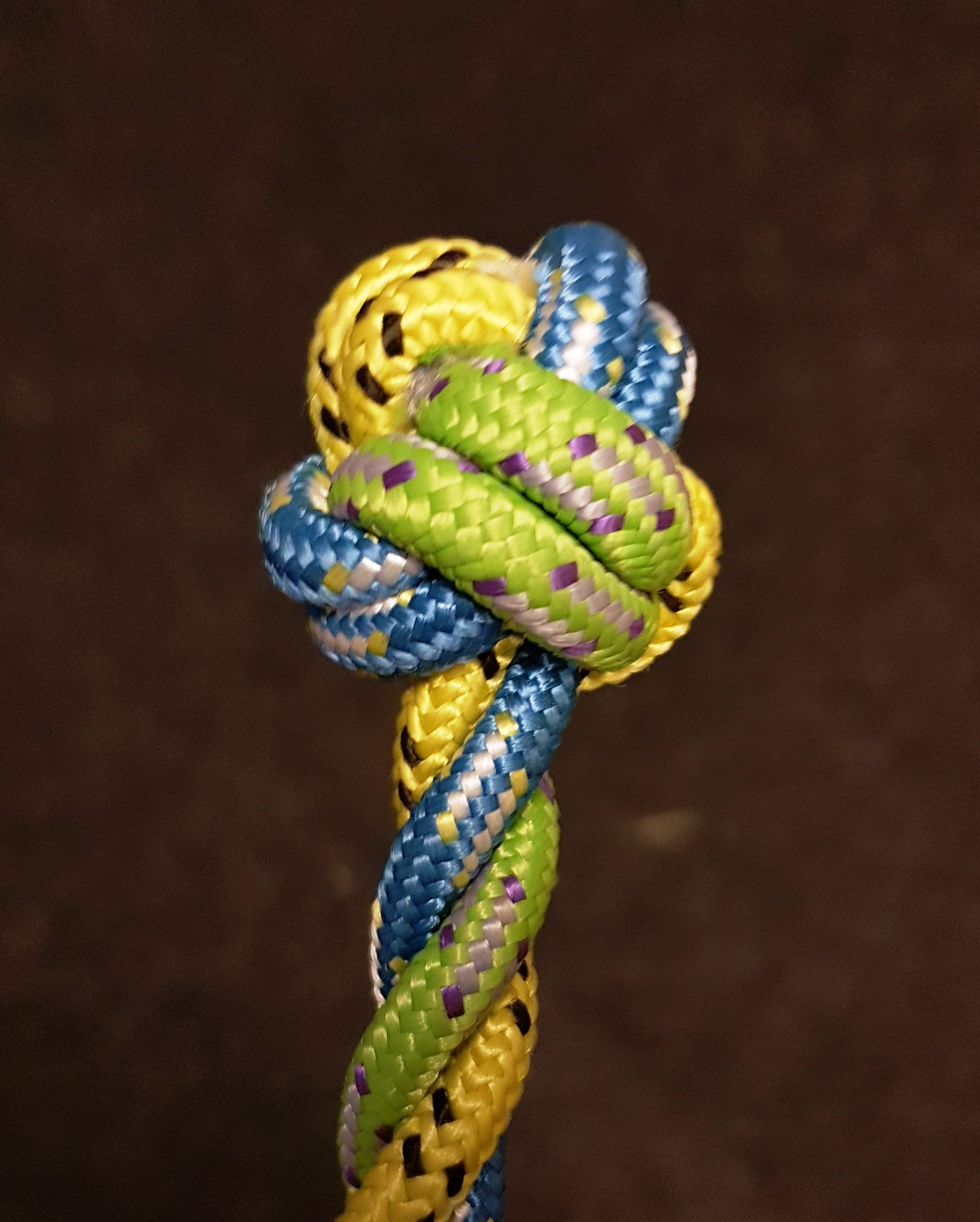
Der Wand- und darüber der Kronenknoten, dann nochmal rechtsliegend nachgesteckt, ergeben den Fallreepsknoten

### Beispiele der Verwendung des Kronenknotens

Fallreepsknoten, 3-kardeelig. Der Knoten wird aus einem Wandknoten mit darübergelegtem Kronenknoten gelegt
Fallreepsknoten zugezogen, Seitenansicht
Fallreepsknoten, 4-kardeelig. Draufsicht
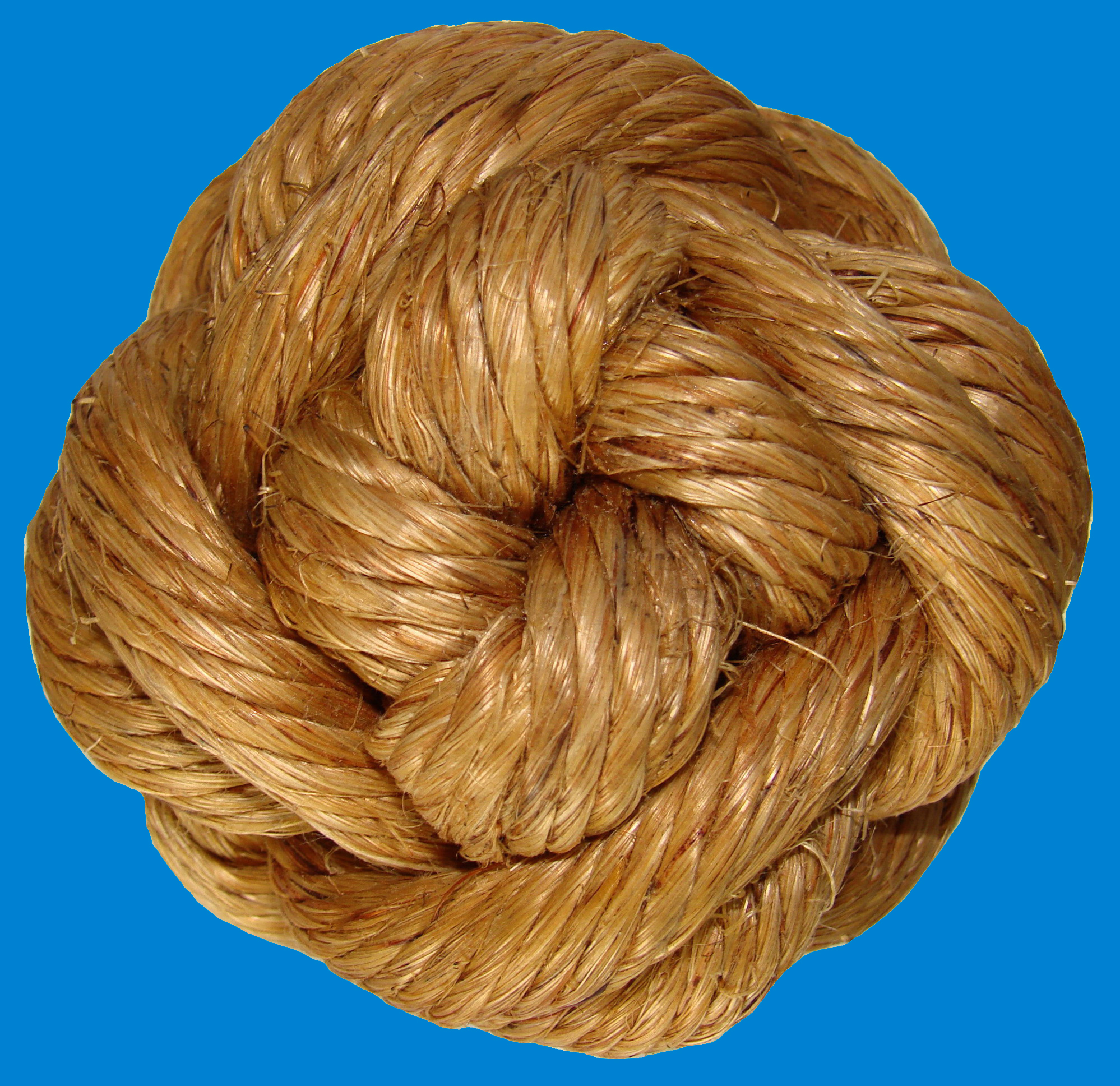
Rosenknoten, Draufsicht. Beim Rosenknoten legt man zuerst einen Kronenknoten, darüber einen Taljereepsknoten und darüber einen weiteren Kreuzknoten.
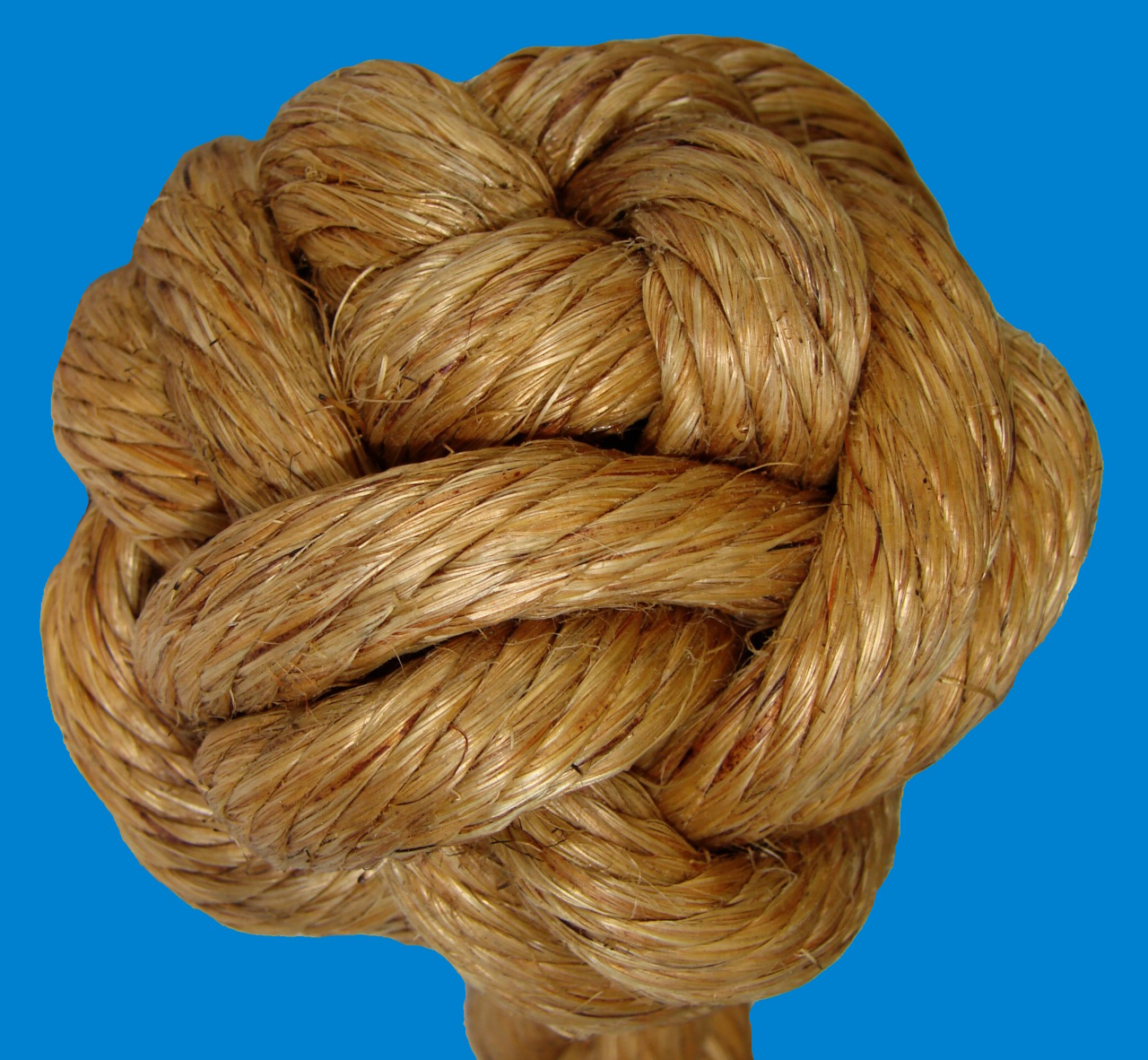
Rosenknoten, Seitenansicht

## Zwei-Strang-Kronenknoten
Die Zwei-Strang-Krone ist nichts anderes als ein Halber Knoten.

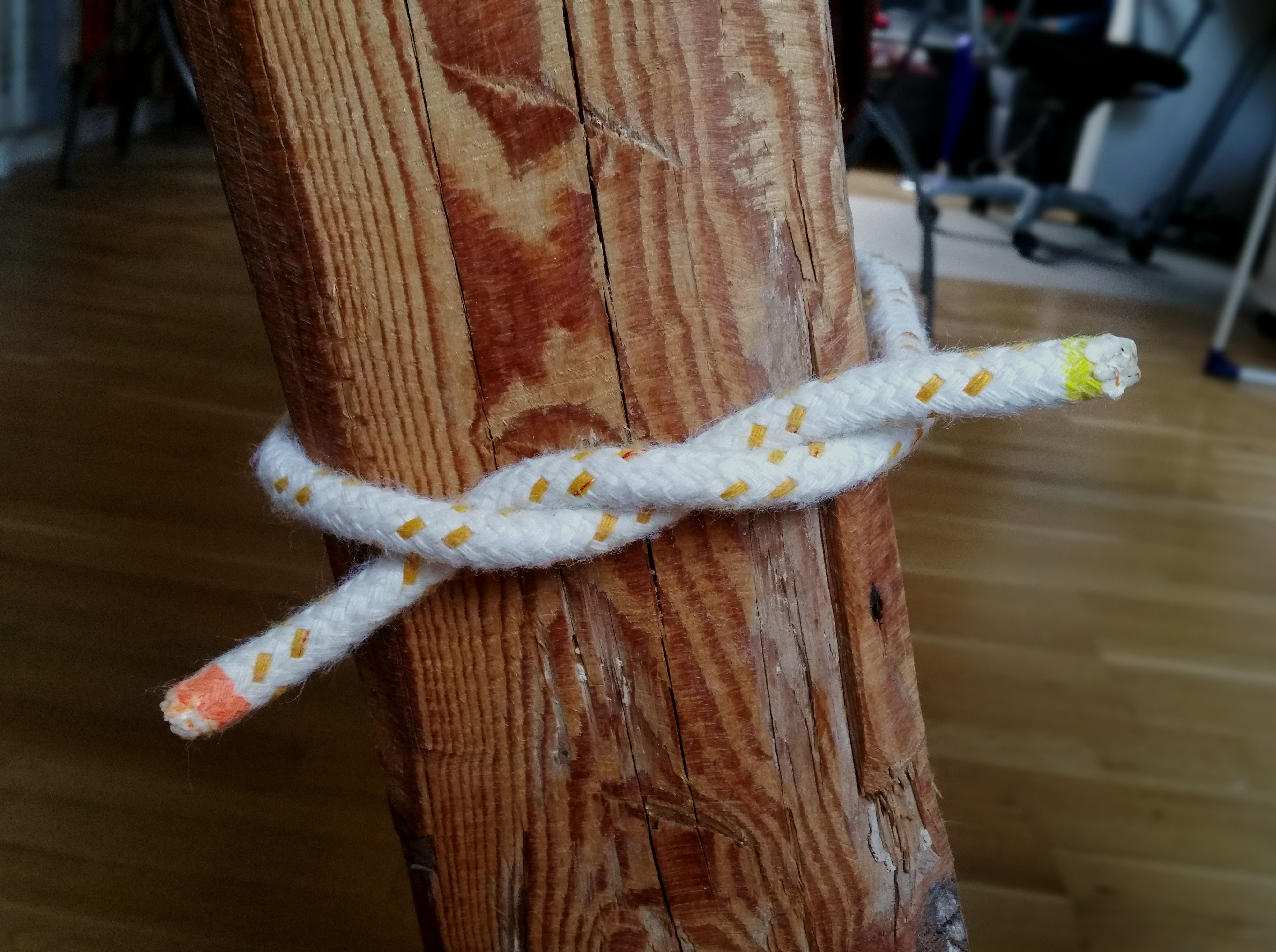
Der Halbe Knoten Rechts ist eine Zwei-Strang-Rechts-Krone.
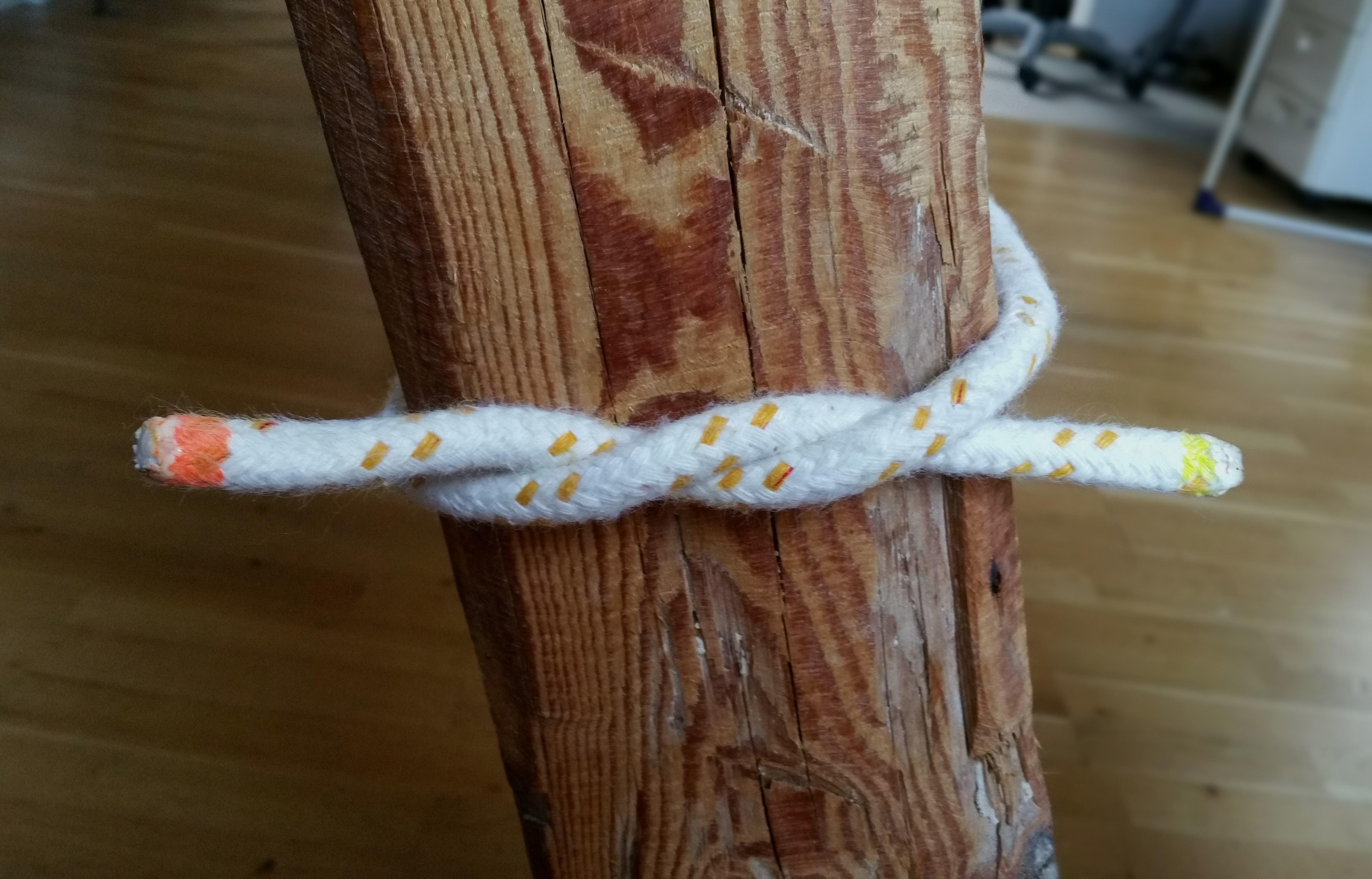
Der Halbe Knoten Links ist eine Zwei-Strang-Links-Krone.